# آبشار بکی برانچ
آبشار بکی برانچ (به انگلیسی: Becky Branch Falls) آبشاری است که در جورجیا، ایالات متحده آمریکا واقع شده و ارتفاع کلی ریزشگاه آن ۲۰ فوت (۶٫۱ متر) است.